# Austrotinodes doublesi
Austrotinodes doublesi är en nattsländeart som beskrevs av Munioz-quesada och Ralph W. Holzenthal 1993. Austrotinodes doublesi ingår i släktet Austrotinodes och familjen trattnattsländor. Inga underarter finns listade i Catalogue of Life.